# 침투
침투(infiltration)는 강수가 떨어진 후 지표면을 통해 토양 내로 이동하는 것을 말한다. 침투의 단계는 토양 속으로의 물 유입, 토양 내 물의 저류, 그리고 지하수대까지 물이 지속적으로 이동하는 침루(percolation)로 구분한다.
침투능은 시간에 따라 점점 감소한다.

## 침투지수법
강우기간 동안 증발량이 작아 무시할 수 있다면 유역의 총 강우량 - 유역 출구점 유출량을 해주면 총 침투량을 구할 수 있다. 유출량을 유역면적으로 나눠주면 침투량과 단위가 같아지는 깊이 단위가 된다. 총 침투량을 강우지속기간으로 나누면 평균침투능이 되는데, 이것을 침투지수(infiltration index)라고 한다. 침투지수법에는 Φ-지수법, W-지수법이 있다.

### Φ-지수법
Φ-지수법은 침투능 산정을 위한 가장 간단한 방법이다. Φ-지수는 유역에 저류된 강우량을 강우지속기간으로 나눈 것이다. 구하는 방법은 우량주상도를 쓰는 방법과 쓰지 않고 식으로 계산하는 방법이 있다. 우량주상도를 쓰려면 우선 우량주상도를 그리고 총 강우량을 산정한다. 그 다음 유역 출구점에서 유출량을 면적으로 나누어 직접유출량(초과강우량)을 산정한다. 그 후 우량주상도 위 부분부터 수평선을 그려 수평선 위의 강우량과 직접유출량이 같은 선을 구하고, 이 선에 해당하는 강우강도를 읽으면 그것이 유역의 평균 침투능인 Φ-지수이다.
식에 따라 Φ-지수를 구하면
{\displaystyle \Phi ={\frac {F}{T}}={\frac {P-Q}{T}}}
Φ : Φ-지수(mm/hr)
F : 총 침투량(mm)
P : 총 강우량(mm)
Q : 직접유출량(mm)
T : 강우지속시간(hr)

### W-지수법
W-지수법은 Φ-지수법을 개량한 것이다. W-지수는 강우강도가 침투능보다 큰 호우기간동안 평균 침투능이다.
{\displaystyle W={\frac {F}{T}}={\frac {P-Q-D}{T}}}
W : W-지수(mm/hr)
D : 지면보류량(mm)
T : 강우강도가 침투능보다 큰 강우지속기간(hr)
W-지수와 Φ-지수의 관계는
{\displaystyle W=\Phi -{\frac {D}{T}}}

## 같이 보기
- 유량 (물리량)
- 유역
- 증발산
- 지하수함양
- 차단 (수문학)
- EPA SWMM

## 참고 문헌
- 이재수 (2018). 《수문학》 2판. 구미서관. ISBN 9788982252914.